# Лорантиди
Лорантиди (фр. Laurentides — читається як «Лорантід») — адміністративний регіон провінції Квебек (Канада), на північному березі річки Святого Лаврентія, біля Монреалю. У списку регіонів має умовний номер «15».
У регіоні — 83 муніципалітетів (фактично сел). Головне місто — Сен-Жером (Saint-Jérôme).
Землі регіону були не дуже родючі, тому заселення його франкоканадцями почалося лише у 1880-ті роки, під впливом Католицької церкви, яка намагалася запобігти еміграції квебекців до Сполучених Штатів і тому заохочувала колонізацію «диких» земель у межах Квебеку.

## Міста
Сен-Жером, Бленвіль (Blainville), Сент-Юсташ (Saint-Eustache), Мон-Лорьє, Мірабель (Mirabel), Ляшют (Lachute), Сент-Агат-де-Мон.

## Населення
- Населення: 528 318 (2007)
- Щільність: 25,7 чол./км²
- Народжуваність: 9,9‰ (2005)
- Смертність: 6,4‰ (2005)